# Laleham
Laleham est un village d'Angleterre situé sur la rive nord de la Tamise, dans l'arrondissement de Spelthorne, dans le comté de Surrey. Le village relevait du comté du Middlesex jusqu'à sa disparition en 1965.

## Situation
Le village est situé immédiatement en aval de Staines-upon-Thames.

## Personnalités liées à la commune
- Thomas Arnold, directeur de Rugby School dans le XIXe siècle.
- Matthew Arnold, le poète et critique, y est né. Il est aussi enterré dans l'église paroissiale.
- Gabrielle Anwar, actrice, née dans la commune en 1970.